# Чолувек
Чолувек (пол. Czołówek) — село в Польщі, у гміні Радзеюв Радзейовського повіту Куявсько-Поморського воєводства.
Населення — 136 осіб (2011).
У 1975-1998 роках село належало до Влоцлавського воєводства.

## Демографія
Демографічна структура станом на 31 березня 2011 року:
|          | Загалом | Допрацездатний вік | Працездатний вік | Постпрацездатний вік |
| -------- | ------- | ------------------ | ---------------- | -------------------- |
| Чоловіки | 68      | 8                  | 48               | 12                   |
| Жінки    | 68      | 9                  | 43               | 16                   |
| Разом    | 136     | 17                 | 91               | 28                   |